# Tanor Ngom
Elhadj Abdoulaye Tanor Ngom (Dakar, Senegal, 19 de enero de 1998) es un baloncestista senegalés que pertenece a la plantilla del Gipuzkoa Basket de la Primera FEB. Con 2,18 metros de estatura, juega en la posición de pívot.

## Trayectoria deportiva
Nacido en Dakar, Senegal, Ngom a los 15 años, Ngom se alejó de su familia para jugar en el programa juvenil del Unicaja Málaga en España. Mientras estaba en España, fue descubierto por su compatriota Boniface N'Dong, quien puso a Ngom en contacto con Holger Geschwindner, el mentor de Dirk Nowitzki. Ngom pasó dos años en Alemania, en la temporada 2015-16, jugó en el equipo juvenil de  Brose Bamberg y en la temporada 2016-17, tuvo una doble licencia para competir con el equipo filial de los Nürnberg Falcons y el equipo masculino Longhorns Herzogenaurach, compitiendo en la Regionalliga de cuarta división del país.
En 2017, el entrenador Roy Rana de los Ryerson Rams, vio a Ngom en el Hoop Forum del Proyecto SEED en Dakar, un evento en el que participaron los mejores jugadores de secundaria de Senegal y le ofreció ingresar en la universidad canadiense donde terminó formando parte del programa de U Sports durante tres temporadas con los Ryerson Rams.
Como estudiante de primer año, Ngom promedió 5,8 puntos, 4,2 rebotes y 1,3 tapones por partido y fue incluido en el equipo All-Rookie de Ontario University Athletics (OUA). En agosto de 2018, Ngom se convirtió en el primer jugador de una universidad canadiense en participar en el Nike Skills Challenge. En su segunda temporada promedió 11,3 puntos, 5,6 rebotes y 2,3 tapones por partido. 
En 60 partidos de su carrera en Ryerson, Ngom promedió 10,6 puntos, 6,6 rebotes y 1,8 tapones por juego, lanzó un 61 por ciento desde el campo y llevó al equipo a un récord de 55-15.
El 10 de julio de 2020, Ngom firmó con la  Universidad Estatal de Florida en Tallahassee, Florida, donde jugaría durante una temporada la NCAA con los Florida State Seminoles, donde promedió 0,9 puntos y 0,9 rebotes por partido.
En la temporada 2022-23, firma con el CD Póvoa Basquetebol de la Liga Portuguesa de Basquetebol, donde promedia 11.1 puntos y 6.1 rebotes por partido.
El 3 de julio de 2023, firma por el TAU Castelló de la LEB Oro.
En la temporada 2025-26, firma por el Gipuzkoa Basket de la Primera FEB.